# Гандер (озеро)
Гандер (англ. Gander Lake) — озеро, расположенное в центральной части острова Ньюфаундленд, в провинции Ньюфаундленд и Лабрадор, Канада. Третье по величине озеро острова Ньюфаундленд. Площадь поверхности — 113,2 км².
Озеро длинное и узкое, длина его составляет 56 км, максимальная ширина — 7 км.
Основное питание озеро получает от реки Нортуэст-Гандер, впадающей в западную оконечность озера, и от реки Саутуэст-Гандер. Сток из северной части озера по реке Гандер на северо-восток в одноимённую бухту Атлантического океана. На северо-восточном берегу озера находится город Гандер.